# ناحیه سیدی امحمد
ناحیه سیدی امحمد (به عربی: دائرة سیدی امحمد) یک ناحیه در الجزایر است که در استان الجزیره واقع شده‌است. ناحیه سیدی امحمد ۲۶۷٬۶۹۱ نفر جمعیت دارد.